# Amtsplatz 2 (Bregenz)

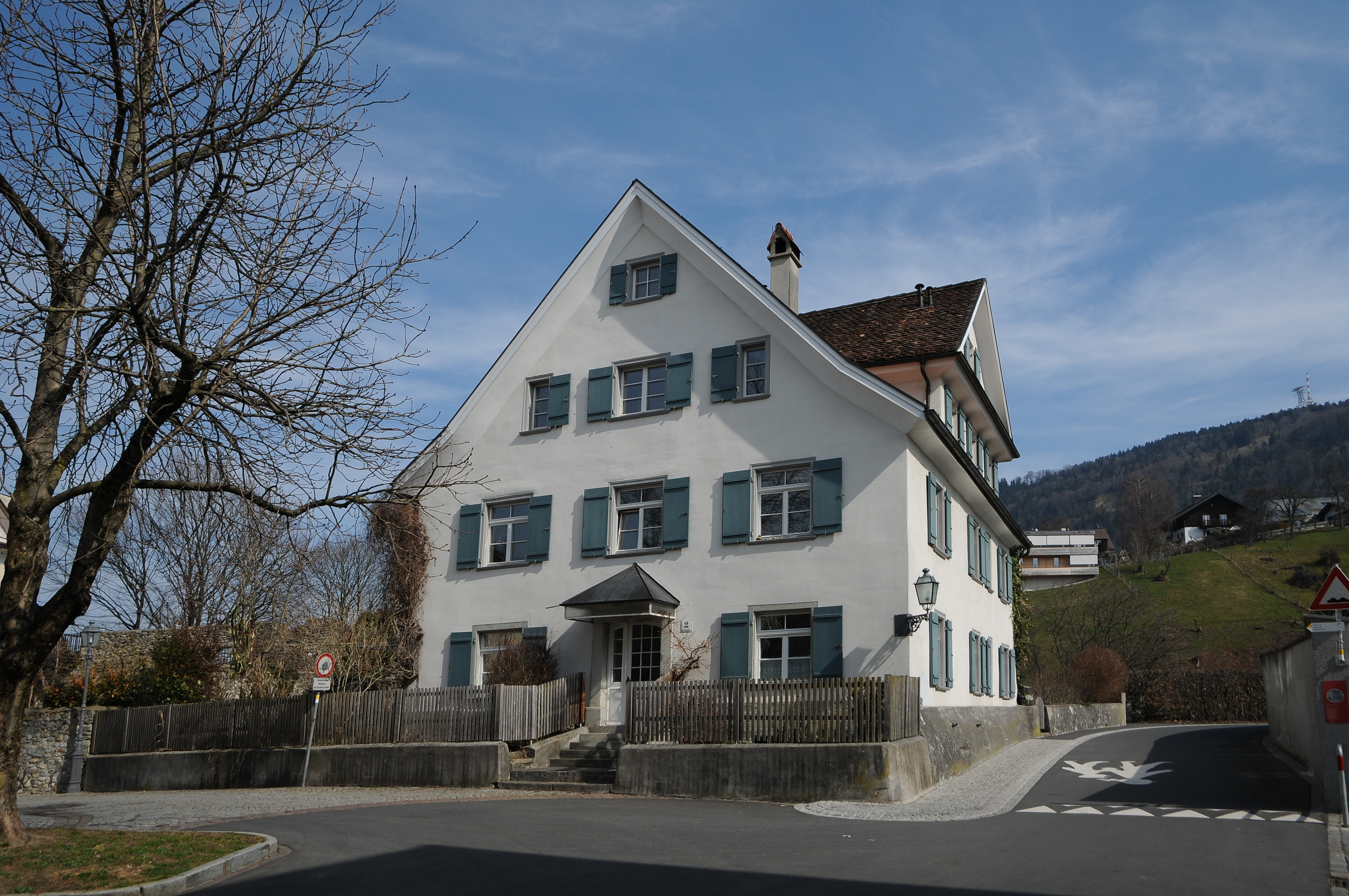
Amtsplatz 2

Das Haus Amtsplatz 2 ist ein Wohnhaus in der Oberstadt von Bregenz. Das Bauwerk steht unter Denkmalschutz (Listeneintrag).

## Geschichte
Das Gebäude stammt aus der zweiten Hälfte des 19. Jahrhunderts, war ursprünglich eine Mühle, später eine Bäckerei – am Keilstein aus der Zeit um 1800 ist das Symbol eines Brezels und später ein Gasthaus. Heute wird es als Wohnhaus genutzt. Das Haus besteht im Kern aus Resten der ehemaligen Stadtmauer aus dem 13. bis 16. Jahrhundert.

## Architektur
Das Wohnhaus ist ein zweigeschoßiger Bau mit ausgebautem Dachgeschoß unter einem geknickten Satteldach und breitem Kreuzgiebel. Die Fenster des Erdgeschoßes haben Sandsteingewände.